# Bernard Bírka z Násile
Bernard Bírka z Násile (před 1429, Opole, Opolské knížectví - asi 1483) byl slezský šlechtic, diplomat, komorník českého krále, opavský zemský hejtman a rada komorního soudu v Praze. Pocházel z nepříliš významného rodu Bírků z Násile.

## Život

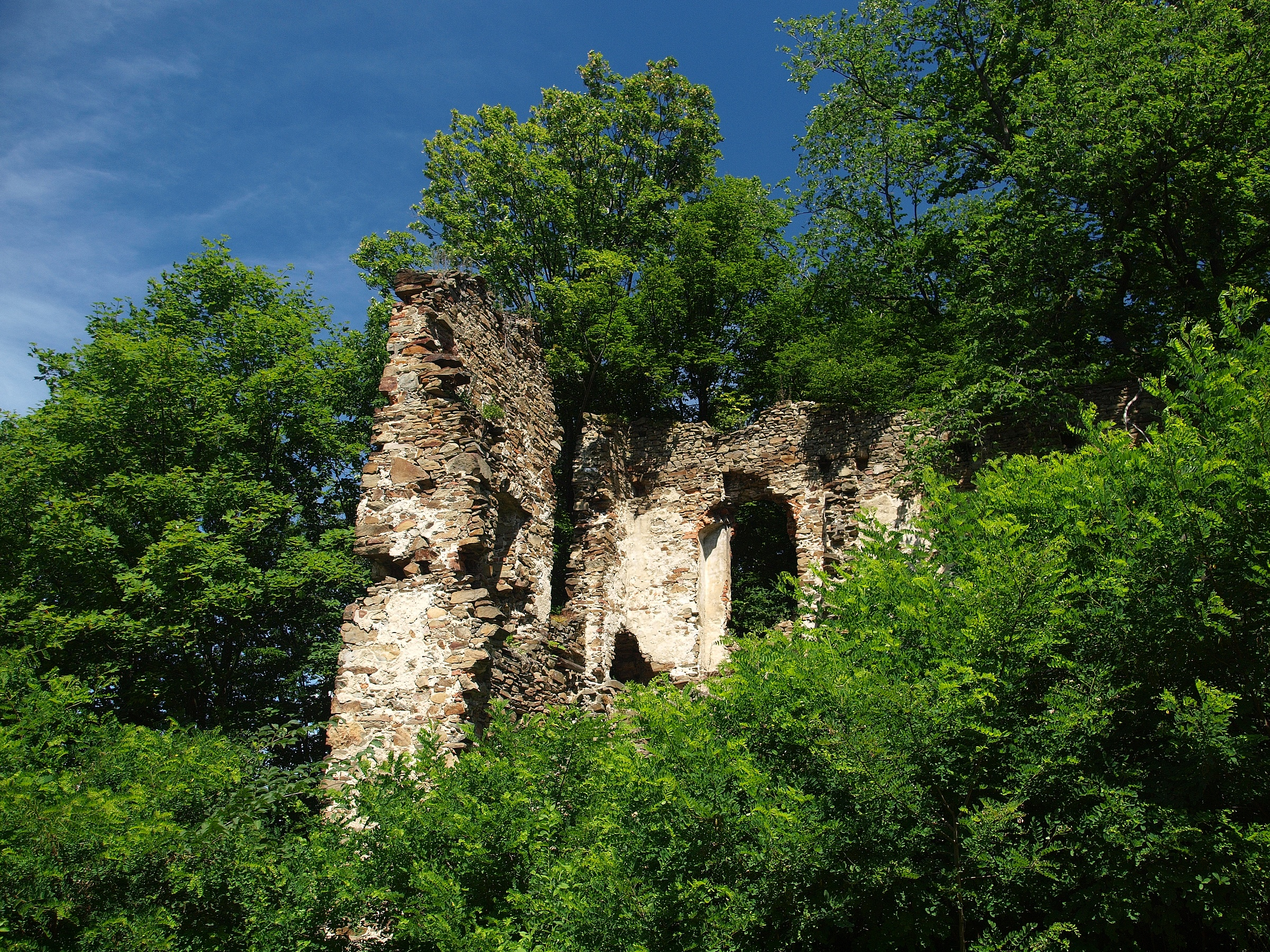
Zbytky hradu Vikštejna

Za česko-uherských válek stál na straně Jiřího z Poděbrad v boji proti Matyáši Korvínovi, za což byl králem odměněn panstvím Vikštejn a spolu s těšínským knížetem Přemyslem II. drželi vojensky prakticky celé Horní Slezsko. Jeho ženou byla Anna z Potnštejna, s níž měl syny Hynčíka, Jiřího a Jindřicha. Poté, co Bernard odešel ke dvoru Vladislava Jagellonského do Prahy, panství přechází na jeho syna Hynčíka.
Patřil mu mimo jiné i hrad Vartnov na Opavsku, který byl za probíhajících česko-uherských sporů vypálen uherskou armádou.
Někdy před rokem 1452 fundoval ve farním kostele Panny Marie v Opavě oltář zasvěcený sv. Filipu a sv. Jakubu. Listinou z 20. listopadu 1480 pak daroval opavskému špitálu sv. Vavřince roční plat dvou hřiven grošů.